# Dinoksilin
Dinoksilin je sintetičko jedinjenje koje je razvijeno za primenu u naučnim istraživanjima. Dinoksilin deluje kao potentan pun agonist na svih pet podtipova dopaminskog receptora.